# پیتر دیکسون (ورزشکار)
پیتر دیکسون (انگلیسی: Peter Dickson؛ ۲۷ اوت ۱۹۴۵ – ۲۷ ژوئن ۲۰۰۸) قایقران روئینگ اهل استرالیا بود.
وی در مسابقات کشوری و بین‌المللی در مجموع برندهٔ ۱ مدال نقره شده‌است.